# Stanisław Paweł Nienałtowski

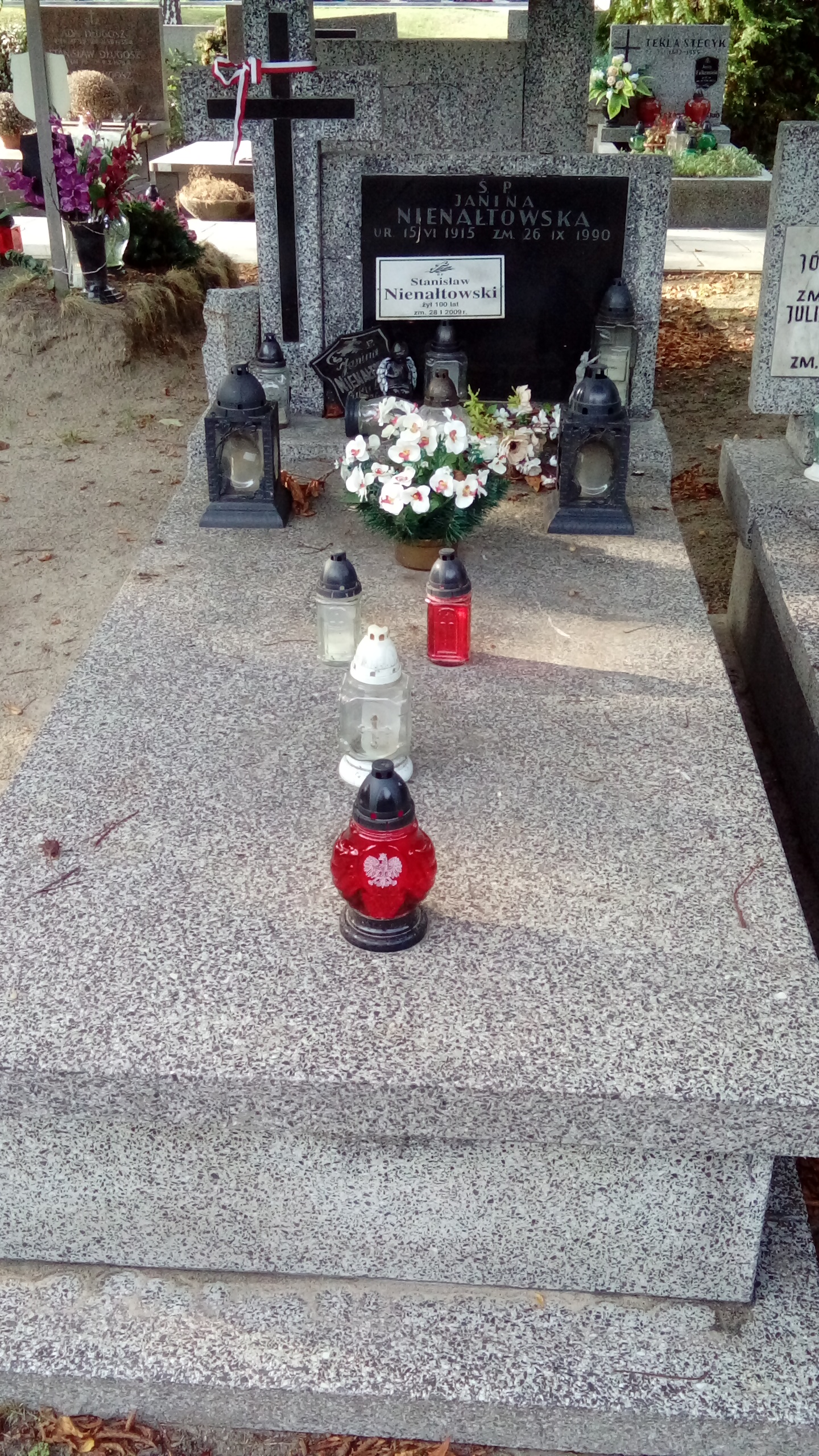
Grób Stanisława Nienałtowskiego na Cmentarzu Wojskowym na Powązkach

Stanisław Paweł Nienałtowski (ur. 14 kwietnia 1909 w Białych Misztalach, zm. 29 stycznia 2009 w Warszawie) – żołnierz KWP, PKB i GL-AL, pułkownik ludowego Wojska Polskiego, uczestnik powstania warszawskiego.

## Życiorys
Ukończył studia na Uniwersytecie Warszawskim na kierunki filologii polskiej. W czasie studiów odbył służbę wojskową, absolwent kursu Szkoły Podchorążych Rezerwy Piechoty w Zambrowie, uzyskał w niej stopień podporucznika. W latach 1934–36 nauczyciel języka polskiego. Od jesieni 1936 pracownik zakładów w Ursusie. Od 1937, przyjmując propozycję Włodzimierza Lechowicza, pracował w Samodzielnym Referacie Informacyjnym Dowództwa Okręgu Korpusu nr I w Warszawie. W czasie kampanii wrześniowej zastępca dowódcy plutonu sztabu Grupy Operacyjnej „Narew”, po porażce w kampanii wrześniowej znalazł się na terytorium Litwy. W 1941 wrócił do Warszawy. Celem rozpracowywania, infiltracji i zwalczania ruchów lewicowo-rewolucyjnych, wspólnie z Alfredem Jaroszewiczem i Bogusławem Buczyńskim zorganizował grupę dywersyjną, przenikając do struktur Sztabu Głównego Gwardii Ludowej. Jako Sebastian pracował w piśmie „Gwardzista”, organie GL. Od 1943 w Urzędzie Śledczym Państwowego Korpusu Bezpieczeństwa, w którym działał pod konspiracyjnym pseudonimem Walerian, kierownik grupy obserwacyjnej przy Wydziale Okręgowego Kierownictwa Walki Podziemnej. Następnie w Sztabie Głównym Armii Ludowej. Uczestniczył w powstaniu warszawskim, walczył w Śródmieściu i na Starym Mieście w oddziale Delegatury Rządu na Kraj – PKB jako oficer śledczy. Po klęsce powstania uciekł z kolumny transportowej jadącej do obozu w Pruszkowie i do Niemiec.
W 1945 powołany do Ludowego Wojska Polskiego. Uzyskał w nim stopień pułkownika, Kierownik Biura Historycznego w Głównym Zarządzie Polityczno-Wychowawczym. Od 1946 w Ministerstwie Ziem Odzyskanych. Aresztowany pod koniec 1948 i oskarżony w procesie „Startu”. W grudniu 1951 skazany na karę śmierci, ułaskawiony przez prezydenta Bolesława Bieruta. Na wolność wyszedł w 1956, a w 1957 roku został zrehabilitowany. Pracownik PAN, na emeryturę przeszedł w 1977. Członek Stronnictwa Demokratycznego. Swoje wspomnienia z walki w GL–AL spisał w książkach „Warszawscy gwardziści”, „Odwet i walka” i „A serce mieli tylko jedno”.  Autor haseł w Słowniku biograficznym działaczy polskiego ruchu robotniczego.
Pochowany na wojskowych Powązkach (kwatera HIII-4-22).
W 2007 Muzeum Rolnictwa w Ciechanowcu wydało książkę jego autorstwa pt. „Wsi spokojna... Życie codzienne wsi Białe i okolicznych oraz tamtejsze zwyczaje i obyczaje w okresie międzywojennym”.